# 최유정 (레이싱 모델)
최유정(1985년 1월 30일 ~ )은 대한민국의 레이싱 모델이다.  키 171 몸무게 50

## 경력

### 레이싱모델 경력
- 2015년 - 서울모터쇼 만도 모델
- 2014년 - 서울오토살롱 레이싱모델
- 2013년 - 서울모터쇼 쉐보레 모델
- 2012년 - SAAS 서울오토살롱 오토서비스 레이싱모델
- 2012년 - 서울국제사진영상기기전 탐론 모델
- 2011년 - 지스타 한게임 모델
- 2011년 - 월드아이티쇼 삼섬 모델
- 2011년 - 서울국제모터쇼 GM 대우 모델
- 2010년 - 부산국제모터쇼 쌍용 모델
- 2010년 - 지스타 한게임 모델
- 2009년 - CJ 오 슈퍼레이스 챔피언십 홍보대사
- 2009년 - 서울오토살롱 레이싱모델
- 2009년 - 킥스파오 레이싱모델
- 2009년 - 서울모터쇼 GM대우 모델
- 2008년 - S-OIL 레이싱팀 레이싱모델
- 2008년 - 서울오토살롱 레이싱모델
- 2008년 - 킥스 프라임 레이싱 레이싱모델
- 2007년 - 서울모터쇼 포드 모델
- 2007년 - 스키드러쉬 레이싱팀
- 2006년 - KGTC 레이싱 인디고 모델
- 2006년 - 부산국제모터쇼 벤츠 모델
- 2005년 - 서울모터쇼 캐딜락 모델

## 수상
- 2008년 - 엔크린닷컴 코리아 레이싱퀸 어워드 1위